# Pahala
Pahala és una població dels Estats Units a l'estat de Hawaii. Segons el cens del 2000 tenia 1.378 habitants.

## Demografia
Segons el cens del 2000, Pahala tenia 1.378 habitants, 443 habitatges i 334 famílies. La densitat de població era de 631,62 habitants per km².
Dels 443 habitatges, en un 33,4% hi vivien nens de menys de 18 anys; en un 55,5% hi vivien parelles casades; en un 12,0%, dones solteres, i en un 24,6% no eren unitats familiars. En el 21,2% dels habitatges hi vivien persones soles el 12,2% de les quals corresponia a persones de 65 anys o més que vivien soles. El nombre mitjà de persones vivint en cada habitatge era de 3,08 i el nombre mitjà de persones que vivien en cada família era de 3,51.
Per edats la població es repartia de la següent manera: un 27,3% tenia menys de 18 anys, un 9,4% entre 18 i 24, un 21,0% entre 25 i 44, un 23,4% de 45 a 64 i un 18,9% 65 anys o més.
L'edat mediana era de 39,6 anys. Per cada 100 dones hi havia 100,0 homes. Per cada 100 dones de 18 o més anys hi havia 97,63 homes.
La renda mediana per habitatge era de 30.243 $ i la renda mediana per família de 31.548 $. Els homes tenien una renda mediana de 25.375 $ mentre que les dones 21.023 $. La renda per capita de la població era d'11.450$. Aproximadament el 17,9% de les famílies i el 24,2% de la població estaven per davall del llindar de pobresa.

## Poblacions més properes
El següent diagrama mostra les poblacions més properes.